# Колд-Спрінгс (округ Ель-Дорадо, Каліфорнія)
Колд-Спрінгс (англ. Cold Springs) — переписна місцевість (CDP) в США, в окрузі Ель-Дорадо штату Каліфорнія. Населення — 556 осіб (2020).

## Географія
Колд-Спрінгс розташований за координатами 38°44′48″ пн. ш. 120°52′34″ зх. д. / 38.74667° пн. ш. 120.87611° зх. д. (38.746784, -120.876113).  За даними Бюро перепису населення США в 2010 році переписна місцевість мала площу 1,96 км², уся площа — суходіл.

## Демографія
Згідно з переписом 2010 року, у селищі мешкало 446 осіб у 196 домогосподарствах у складі 131 родини. Густота населення становила 228 осіб/км².  Було 207 помешкань (106/км²).
Расовий склад населення:
| - 92,6 % — білих - 1,1 % — корінних американців - 0,9 % — чорних або афроамериканців - 0,7 % — азіатів - 3,4 % — осіб інших рас |

До двох чи більше рас належало 1,3 %. Частка іспаномовних становила 9,6 % від усіх жителів.
За віковим діапазоном населення розподілялося таким чином: 17,9 % — особи молодші 18 років, 53,2 % — особи у віці 18—64 років, 28,9 % — особи у віці 65 років та старші. Медіана віку мешканця становила 53,1 року. На 100 осіб жіночої статі у селищі припадало 100,9 чоловіків;  на 100 жінок у віці від 18 років та старших — 104,5 чоловіків також старших 18 років.
Середній дохід на одне домашнє господарство  становив 75 893 долари США (медіана — 49 886), а середній дохід на одну сім'ю — 97 230 доларів (медіана — 75 375). За межею бідності перебувало 29,0 % осіб, у тому числі 32,5 % дітей у віці до 18 років та 0,0 % осіб у віці 65 років та старших.
Цивільне працевлаштоване населення становило 162 особи. Основні галузі зайнятості: освіта, охорона здоров'я та соціальна допомога — 32,1 %, виробництво — 20,4 %, публічна адміністрація — 12,3 %, мистецтво, розваги та відпочинок — 10,5 %.